# メリトン・バランチヴァーゼ
メリトン・バランチヴァーゼ（მელიტონ ბალანჩივაძე ; Meliton Balanchivadze, 1862年12月24日 - 1937年12月21日）は、グルジアの作曲家で、国民楽派運動を振興した。長男は後に、米国を拠点に、世界的な舞踏家・振付師として著名になったジョージ・バランシン（グルジア名ギオルギ・バランチヴァーゼ）。次男アンドリア・バランチヴァーゼはソ連の作曲家として、父親の始めたグルジア国民楽派を発展させた。
クタイシの神学校で教育を受けた後、1880年にトビリシ歌劇場でオペラ活動に入る。1882年にグルジア民謡アンサンブルを結成し、翌年トビリシで最初の民謡コンサートを開いた。1883年から1886年までグルジア各地を巡歴し、民謡の採譜に勤しむ傍ら民謡合唱団を指導した。1889年から1895年までペテルブルク音楽院にてリムスキー＝コルサコフらに師事。1895年から1917年までロシアで演奏旅行を行い、グルジア民謡による音楽会を催した。1917年のロシア革命成立後は、祖国グルジアに戻って教育活動と作曲に取り組んだ。
バランチヴァーゼは、多数の国民主義的なグルジア語歌曲やグルジア語オペラの創始者である。アカキ・ツェレテリの劇詩「奸女タマーラ（თამარ ცბიერი）」を原作とする歌劇《魔女ダレジャン》（1897年）が最初のグルジア語オペラとされている。この歌劇は、1897年に貴族会館音楽ホールにおいて初演され、1912年にペテルブルク初演が、1926年にはモスクワで第2版の初演が行われた。そのほかにも、カンタータや革命を題材とするいくつかの合唱曲を創作した。

## 註釈
1. ↑  MacCauley, Martin (1997), Who's Who in Russia Since 1900, p. 32. Routledge, ISBN 0415138981.
2. ↑  Mikaberidze, Alexander (ed., 2007). Balanchivadze, Meliton. Dictionary of Georgian National Biography. Accessed on September 6, 2007.